# Facultad de Ciencias Geológicas (Universidad Complutense de Madrid)
La Facultad de Ciencias Geológicas de la Universidad Complutense de Madrid (UCM) se encuentra en la Ciudad Universitaria de Madrid, en la calle de José Antonio Novais. Comparte su ubicación con uno de los edificios de la Facultad de Ciencias Biológicas. Su festividad patronal es el 15 de noviembre, San Alberto Magno.

## Historia
La Facultad de Ciencias Geológicas de la UCM surge en 1974 de la división de la Facultad de Ciencias de esta misma Universidad. Esta había sido creada en 1857 por la Ley de Instrucción Pública, más conocida como Ley Moyano, que separaba estos estudios de la Facultad de Filosofía. La nueva Facultad se organizó en tres secciones: Físico-Matemáticas, Químicas y Naturales. Sus estudios duraban cuatro años y sólo se podía acceder a ellos previa posesión del título de Bachiller en Ciencias, que otorgaba la misma Facultad tras tres años de estudios comunes. Las instalaciones de estas enseñanzas comunes se repartían entre el antiguo Noviciado de los Jesuitas (en la calle de San Bernardo) y el antiguo convento de la Trinidad (en la Calle de Atocha). Y las enseñanzas de Ciencias Naturales entre el Museo Nacional de Ciencias Naturales y el Jardín Botánico.
Con las reformas generales que se introdujeron en 1900 la Facultad pasó de tres a cuatro secciones (Exactas, Físicas, Químicas y Naturales), cada una de ellas responsable de una Licenciatura de cuatro años.
En 1944, tras la guerra civil, se produjo una nueva reestructuración de la Facultad de Ciencias y de sus Planes de Estudios. Se modificaron las secciones, que pasaron a ser Matemáticas, Físicas, Químicas y Naturales, y se establecieron doctorados separados para las dos ramas de Ciencias Naturales: Ciencias Biológicas y Ciencias Geológicas. La docencia se impartía entonces en aulas dispersas, dentro de la Ciudad Universitaria.
En 1953 tiene lugar la separación de los estudios de Ciencias Biológicas y Geológicas, aunque por tradición ambos aparecen reunidos en la Sección de Naturales. En los últimos años de esa década de 1950 se habilitaron para la docencia dos plantas del Pabellón V de la Facultad de Medicina: la tercera para Geológicas y la quinta para Biológicas.
En 1964, la Sección de Ciencias Naturales de la Facultad de Ciencias se divide en las secciones de Ciencias Biológicas y de Ciencias Geológicas.
En 1965 se crearon los Departamentos como unidad constitutiva de las Facultades, agrupando a las cátedras existentes. En el caso de la Sección de Ciencias Geológicas, en marzo de 1966 se establecieron los departamentos de Cristalografía y Mineralogía, Estratigrafía, Geomorfología y Geotectónica (posteriormente Geodinámica), Paleontología, y Petrología (posteriormente Petrología y Geoquímica).
En 1968 se empiezan a impartir clases en el actual edificio de Ciencias Geológicas y Biológicas, cuyo proyecto se había elaborado en 1964, abandonándose paulatinamente los locales de la Facultad de Medicina y los laboratorios de la planta alta de Físicas, utilizados en las prácticas de algunas asignaturas.
Finalmente, en 1974, la Facultad de Ciencias se divide en cinco Facultades diferentes, correspondientes a cada una de las secciones que la constituían: Ciencias Biológicas, Ciencias Físicas, Ciencias Geológicas, Ciencias Matemáticas y Ciencias Químicas.

## Estudios[10]

### Programas degrado
- Grado en Geología.
- Grado en Ingeniería Geológica.

### Programas demáster
- Máster Universitario en Geología Ambiental.
- Máster Universitario en Ingeniería Geológica.
- Máster Universitario en Paleontología Avanzada (conjunto con UAH).
- Máster Universitario en exploración de hidrocarburos y recursos minerales. Archivado el 12 de febrero de 2019 en Wayback Machine.

### Programas dedoctorado
- Doctorado en Geología e Ingeniería Geológica.

## Departamentos
- Departamento de Mineralogía y Petrología
- Departamento de Geodinámica, Estratigrafía y Paleontología

## Áreas de Conocimiento[11]
- Área de conocimiento de Cristalografía y Mineralogía.
- Área de conocimiento de Estratigrafía.
- Área de conocimiento de Geodinámica Externa.
- Área de conocimiento de Geodinámica Interna
- Área de conocimiento de Paleontología.
- Área de conocimiento de Petrología y Geoquímica.

## Otros servicios y asociaciones[12]
- Cafetería de Personal.
- Cafetería Planta Baja.
- Geosolidarios.
- Museo de Geología.